# ألان دويل
ألان دويل (بالإنجليزية: Alan Doyle)‏ (و. 1969 – م) هو ممثل، ومغني، وكاتب غنائي، من كندا.

## وصلات خارجية
- ألان دويل على موقع IMDb (الإنجليزية)
- ألان دويل على موقع ألو سيني (الفرنسية)
- ألان دويل على موقع ميوزك برينز (الإنجليزية)
- ألان دويل على موقع أول موفي (الإنجليزية)
- ألان دويل على موقع قاعدة بيانات الأفلام السويدية (السويدية)
- ألان دويل على موقع أول ميوزيك (الإنجليزية)
- ألان دويل على موقع ديسكوغز (الإنجليزية)
- ألان دويل على موقع قاعدة بيانات الفيلم (الإنجليزية)
- ألان دويل على موقع كينوبويسك (الروسية)